# Liste des destinations touristiques mondiales
 (juin 2023).
La liste des destinations touristiques mondiales est établie par l'Organisation mondiale du tourisme (OMT) à partir du baromètre touristique mondial, notamment à travers le nombre de touristes internationaux (chiffre brut).
Depuis les années 1980, la France est la première destination touristique mondiale, en termes d'arrivées de touristes internationaux (la 3e en termes de recettes).
En 2024, le Japon devient le pays le plus visité d’Asie en terme de touristes internationaux en détrônant alors la Thaïlande, et est entré dans le top 10 mondial avec 36,87 millions de touristes internationaux cette année,.

## Destination touristique mondiale par année (2008 – 2023)
Top 5 des destinations internationales en 2008
| Rang | Pays       | Entrées touristiques internationales |
| ---- | ---------- | ------------------------------------ |
| 1    | France     | 81,2 millions                        |
| 2    | États-Unis | 57,9 millions                        |
| 3    | Espagne    | 57,2 millions                        |
| 4    | Chine      | 53,0 millions                        |
| 5    | Italie     | 42,7 millions                        |

### En 2009
Top 5 des destinations internationales en 2009
| Rang | Pays       | Entrées touristiques internationales |
| ---- | ---------- | ------------------------------------ |
| 1    | France     | 74,2 millions                        |
| 2    | Espagne    | 54,4 millions                        |
| 3    | États-Unis | 53,9 millions                        |
| 4    | Chine      | 50,9 millions                        |
| 5    | Italie     | 43 millions                          |

### En 2010

#### Dans le monde
Top 10 des destinations internationales en 2010
| Rang | Pays        | Entrées touristiques internationales |
| ---- | ----------- | ------------------------------------ |
| 1    | France      | 77,7 millions                        |
| 2    | États-Unis  | 60 millions                          |
| 3    | Chine       | 55,7 millions                        |
| 4    | Espagne     | 52,7 millions                        |
| 5    | Italie      | 43,6 millions                        |
| 6    | Turquie     | 31,4 millions                        |
| 7    | Royaume-Uni | 28,3 millions                        |
| 8    | Allemagne   | 26,9 millions                        |
| 9    | Malaisie    | 24,6 millions                        |
| 10   | Mexique     | 23,3 millions                        |

#### En Europe
| Rang | Pays        | Entrées touristiques internationales |
| ---- | ----------- | ------------------------------------ |
| 1    | France      | 77,7 millions                        |
| 2    | Espagne     | 52,7 millions                        |
| 3    | Italie      | 43,6 millions                        |
| 4    | Royaume-Uni | 28,3 millions                        |
| 5    | Allemagne   | 26,9 millions                        |
| 6    | Russie      | 22,3 millions                        |
| 7    | Autriche    | 22 millions                          |
| 8    | Ukraine     | 21,2 millions                        |
| 9    | Grèce       | 15 millions                          |

#### En Asie
| Rang | Pays                | Entrées touristiques internationales |
| ---- | ------------------- | ------------------------------------ |
| 1    | Chine               | 55,7 millions                        |
| 2    | Turquie             | 37,4 millions                        |
| 3    | Malaisie            | 24,6 millions                        |
| 4    | Hong Kong           | 20,1 millions                        |
| 5    | Thaïlande           | 15,9 millions                        |
| 6    | Macao               | 11,9 millions                        |
| 7    | Arabie saoudite     | 10,9 millions                        |
| 8    | Singapour           | 9,2 millions                         |
| 9    | Corée du Sud        | 8,8 millions                         |
| 10   | Japon               | 8,6 millions                         |
| 11   | Émirats arabes unis | 7,4 millions                         |

#### En Amérique
| Rang | Pays       | Entrées touristiques internationales |
| ---- | ---------- | ------------------------------------ |
| 1    | États-Unis | 60 millions                          |
| 2    | Mexique    | 23,3 millions                        |
| 3    | Canada     | 16,2 millions                        |
| 4    | Argentine  | 5,3 million                          |
| 5    | Brésil     | 5,2 million                          |
| 6    | Chili      | 0,28 million                         |
| 7    | Colombie   | 0,24 million                         |
| 8    | Uruguay    | 0,23 million                         |
| 9    | Pérou      | 0,23 million                         |
| 10   | Costa Rica | 0,21 million                         |

#### En Afrique
| Rang | Pays           | Entrées touristiques internationales (2024) |
| ---- | -------------- | ------------------------------------------- |
| 1    | Maroc          | 17,4 millions                               |
| 2    | Égypte         | 15,7 millions                               |
| 3    | Tunisie        | 10,25 millions                              |
| 4    | Afrique du Sud | 8,92 millions                               |
| 5    | Algérie        | 3,5 millions                                |
| 6    | Kenya          | 2,4 millions                                |
| 7    | Tanzanie       | 2,14 millions                               |
| 8    | Seychelles     | 1,4 million                                 |
| 9    | Ghana          | 1,2 million                                 |
| 10   | Rwanda         | 1,1 million                                 |

### En 2011
Sur un total mondial de 938 millions de touristes en 2011, voici les 50 pays les plus visités.
| Rang | Pays                   | Entrées touristiques internationales |
| ---- | ---------------------- | ------------------------------------ |
| 1    | France                 | 79,5 millions                        |
| 2    | États-Unis             | 62,3 millions                        |
| 3    | Chine                  | 57,6 millions                        |
| 4    | Espagne                | 56,7 millions                        |
| 5    | Italie                 | 46,1 millions                        |
| 6    | Turquie                | 45,3 millions                        |
| 7    | Royaume-Uni            | 29,2 millions                        |
| 8    | Allemagne              | 28,4 millions                        |
| 9    | Malaisie               | 24,7 millions                        |
| 10   | Mexique                | 23,4 millions                        |
| 11   | Autriche               | 23 millions                          |
| 12   | Russie                 | 22,6 millions                        |
| 13   | Hong Kong              | 22,3 millions                        |
| 14   | Ukraine                | 21,4 millions                        |
| 15   | Thaïlande              | 19 millions                          |
| 16   | Arabie saoudite        | 17,3 millions                        |
| 17   | Grèce                  | 16,4 millions                        |
| 18   | Canada                 | 14,7 millions                        |
| 19   | Pologne                | 13,3 millions                        |
| 20   | Macao                  | 12,9 millions                        |
| 21   | Pays-Bas               | 11,3 millions                        |
| 22   | Singapour              | 10,3 millions                        |
| 23   | Hongrie                | 10,2 millions                        |
| 24   | Croatie                | 9,9 millions                         |
| 25   | Corée du Sud           | 9,7 millions                         |
| 26   | Égypte                 | 9,4 millions                         |
| 27   | Maroc                  | 9,3 millions                         |
| 28   | Danemark               | 8,7 millions                         |
| 29   | République tchèque     | 8,7 millions                         |
| 30   | Suisse                 | 8,5 millions                         |
| 31   | Afrique du Sud         | 8,3 millions                         |
| 32   | Émirats arabes unis    | 8,1 millions                         |
| 33   | Indonésie              | 7,6 millions                         |
| 34   | Belgique               | 7,4 millions                         |
| 35   | Portugal               | 7.4 millions                         |
| 36   | Inde                   | 6,2 millions                         |
| 37   | Japon                  | 6,2 millions                         |
| 38   | Taïwan                 | 6 millions                           |
| 39   | Vietnam                | 6 millions                           |
| 40   | Irlande                | 6,5 millions                         |
| 41   | Bulgarie               | 6,3 millions                         |
| 42   | Australie              | 5,8 millions                         |
| 43   | Argentine              | 5,6 millions                         |
| 44   | Brésil                 | 5,4 millions                         |
| 45   | Suède                  | 5 millions                           |
| 46   | Syrie                  | 5 millions                           |
| 47   | Tunisie                | 4,7 millions                         |
| 48   | République dominicaine | 4,3 millions                         |
| 49   | Finlande               | 4,1 millions                         |
| 50   | Kazakhstan             | 4 millions                           |

### En 2014
Sur un total mondial de 1 035 millions de touristes en 2014, voici les 48 pays les plus visités.
| Rang | Pays                   | Entrées touristiques internationales |
| ---- | ---------------------- | ------------------------------------ |
| 1    | France                 | 84,2 millions                        |
| 2    | États-Unis             | 66,7 millions                        |
| 3    | Espagne                | 65 millions                          |
| 4    | Chine                  | 57,7 millions                        |
| 5    | Italie                 | 46,1 millions                        |
| 6    | Turquie                | 35,6 millions                        |
| 7    | Royaume-Uni            | 29,2 millions                        |
| 8    | Allemagne              | 28,4 millions                        |
| 9    | Malaisie               | 24,1 millions                        |
| 10   | Autriche               | 23 millions                          |
| 11   | Russie                 | 22,6 millions                        |
| 12   | Hong Kong              | 22,3 millions                        |
| 13   | Ukraine                | 21,4 millions                        |
| 14   | Thaïlande              | 19 millions                          |
| 15   | Canada                 | 18,2 millions                        |
| 16   | Arabie saoudite        | 17,6 millions                        |
| 17   | Grèce                  | 14,4 millions                        |
| 18   | Pologne                | 13,3 millions                        |
| 19   | Macao                  | 12,9 millions                        |
| 20   | Portugal               | 11,4 millions                        |
| 21   | Pays-Bas               | 11,3 millions                        |
| 22   | Singapour              | 10,3 millions                        |
| 23   | Mexique                | 10,3 millions                        |
| 24   | Maroc                  | 10,3 millions                        |
| 25   | Croatie                | 9,9 millions                         |
| 26   | Corée du Sud           | 9,7 millions                         |
| 27   | Égypte                 | 9,4 millions                         |
| 28   | Tunisie                | 8.8 millions                         |
| 29   | Danemark               | 8,7 millions                         |
| 30   | République tchèque     | 8,7 millions                         |
| 31   | Suisse                 | 8,5 millions                         |
| 32   | Émirats arabes unis    | 8,1 millions                         |
| 33   | Indonésie              | 7,6 millions                         |
| 34   | Belgique               | 7,4 millions                         |
| 35   | Inde                   | 6,2 millions                         |
| 36   | Japon                  | 6,2 millions                         |
| 37   | Taïwan                 | 6 millions                           |
| 38   | Vietnam                | 6 millions                           |
| 39   | Irlande                | 6,5 millions                         |
| 40   | Bulgarie               | 6,3 millions                         |
| 41   | Australie              | 5,8 millions                         |
| 42   | Argentine              | 5,6 millions                         |
| 43   | Brésil                 | 5,4 millions                         |
| 44   | Suède                  | 5 millions                           |
| 45   | Syrie                  | 5 millions                           |
| 46   | Afrique du Sud         | 4.5 millions                         |
| 47   | République dominicaine | 4,3 millions                         |
| 48   | Finlande               | 4,1 millions                         |

### En 2016
| Rang | Pays        | Entrées touristiques internationales |
| ---- | ----------- | ------------------------------------ |
| 1    | France      | 82,6 millions                        |
| 2    | États-Unis  | 75,6 millions                        |
| 3    | Espagne     | 75,6 millions                        |
| 4    | Chine       | 59,3 millions                        |
| 5    | Italie      | 52,4 millions                        |
| 6    | Royaume-Uni | 35,8 millions                        |
| 7    | Allemagne   | 35,6 millions                        |
| 8    | Mexique     | 35,0 millions                        |
| 9    | Thaïlande   | 32,6 millions                        |
| 10   | Turquie     | 30,3 millions                        |

### En 2018

#### Dans le monde
| Rang | Pays        | Entrées touristiques internationales |
| ---- | ----------- | ------------------------------------ |
| 1    | France      | 89,4 millions                        |
| 2    | Espagne     | 82,7 millions                        |
| 3    | États-Unis  | 79,6 millions                        |
| 4    | Chine       | 62,9 millions                        |
| 5    | Italie      | 62,1 millions                        |
| 6    | Turquie     | 45,8 millions                        |
| 7    | Mexique     | 41,3 millions                        |
| 8    | Allemagne   | 38,9 millions                        |
| 9    | Thaïlande   | 38,3 millions                        |
| 10   | Royaume-Uni | 36,3 millions                        |

#### En Europe
| Rang | Pays        | Entrées touristiques internationales |
| ---- | ----------- | ------------------------------------ |
| 1    | France      | 89,4 millions                        |
| 2    | Espagne     | 82,7 millions                        |
| 3    | Italie      | 62,1 millions                        |
| 4    | Turquie     | 45,8 millions                        |
| 5    | Allemagne   | 38,9 millions                        |
| 6    | Royaume-Uni | 36,3 millions                        |
| 7    | Autriche    | 30,8 millions                        |
| 8    | Grèce       | 30,1 millions                        |
| 9    | Russie      | 24,5 millions                        |
| 10   | Pologne     | 19,6 millions                        |

#### En Asie
| Rang | Pays                | Entrées touristiques internationales |
| ---- | ------------------- | ------------------------------------ |
| 1    | Chine               | 62,9 millions                        |
| 2    | Thaïlande           | 38,3 millions                        |
| 3    | Macao               | 35,8 millions                        |
| 4    | Japon               | 31,2 millions                        |
| 5    | Hong Kong           | 29,3 millions                        |
| 6    | Malaisie            | 25,8 millions                        |
| 7    | Émirats arabes unis | 21,2 millions                        |
| 8    | Singapour           | 18,5 millions                        |
| 9    | Inde                | 17,4 millions                        |
| 10   | Indonésie           | 15,8 millions                        |

#### En Afrique
| Rang | Pays           | Entrées touristiques internationales |
| ---- | -------------- | ------------------------------------ |
| 1    | Maroc          | 12,3 millions                        |
| 2    | Égypte         | 11,3 millions                        |
| 3    | Afrique du Sud | 10,5 millions                        |
| 4    | Tunisie        | 9,4 millions                         |
| 5    | Nigeria        | 5,2 millions (2016)                  |
| 6    | Algérie        | 3,7 millions                         |
| 7    | Mozambique     | 2,4 million                          |
| 8    | Zimbabwe       | 2,5 million                          |
| 9    | Côte d'Ivoire  | 1,9 million                          |
| 10   | Botswana       | 1,6 million                          |
| 11   | Bénin          | 1 million                            |

#### En Amérique
| Rang | Pays                   | Entrées touristiques internationales |
| ---- | ---------------------- | ------------------------------------ |
| 1    | États-Unis             | 79,6 millions                        |
| 2    | Mexique                | 41,3 millions                        |
| 3    | Canada                 | 21,1 millions                        |
| 4    | Argentine              | 6,9 millions                         |
| 5    | Brésil                 | 6,6 millions                         |
| 6    | République dominicaine | 6,5 millions                         |
| 7    | Chili                  | 5,7 millions                         |
| 8    | Cuba                   | 4,6 millions                         |
| 9    | Pérou                  | 4,4 millions                         |
| 10   | Colombie               | 3,9 millions                         |

### En 2023
| Rang | Destination | Arrivées (2023) | Arrivées (2022) | Variation (2022 / 2023) (%) | Variation (2021 / 2022) (%) |
| 1    | France      | 100 millions    | 79.4 millions   | 25.9                        | 64                          |
| 2    | Espagne     | 85.2 millions   | 71.7 millions   | 18.8                        | 130                         |
| 3    | États-Unis  | 66.5 millions   | 50.9 millions   | 30.6                        | 130                         |
| 4    | Italie      | 57.2 millions   | 49.8 millions   | 14.8                        | 85                          |
| 5    | Turquie     | 55.2 millions   | 50.5 millions   | 9.3                         | 69                          |
| 6    | Mexique     | 42.2 millions   | 38.3 millions   | 10.1                        | 20                          |
| 7    | Royaume-Uni | 37.2 millions   | 30.7 millions   | 21.1                        | 389                         |
| 8    | Allemagne   | 34.8 millions   | 28.5 millions   | 22.1                        | 144                         |
| 9    | Grèce       | 32.7 millions   | 27.8 millions   | 17.6                        | 89                          |
| 10   | Autriche    | 30.9 millions   | 26.2 millions   | 17.9                        | 106                         |

#### En Amérique
| Rang | Destination            | Arrivées (2022) | Arrivées (2021) | Variation (2021 / 2022) (%) | Variation (2020 / 2021) (%) |
| ---- | ---------------------- | --------------- | --------------- | --------------------------- | --------------------------- |
| 1    | États-Unis             | 50.8 millions   | 22.2 millions   | 128.8                       | 15.6                        |
| 2    | Mexique                | 38.3 millions   | 31.8 millions   | 20.4                        | 31.4                        |
| 3    | Canada                 | 12.8 millions   | 3.0 millions    | 326.6                       | 3.4                         |
| 4    | République dominicaine | 6.9 millions    | 4.9 millions    | 40.8                        | 104.1                       |
| 5    | Colombie               | 4.5 millions    | 2.1 millions    | 114.2                       | 74.9                        |
| 6    | Argentine              | 3.8 millions    | 0.3 millions    | 1196.6                      | 85.6                        |
| 7    | Brésil                 | 3.6 millions    | 0.7 millions    | 386.5                       | 65.2                        |
| 8    | Jamaïque               | 2.4 millions    | 1.4 millions    | 71.4                        | 66.3                        |
| 9    | Uruguay                | 2.4 millions    | 0.2 millions    | 962.4                       | 74.9                        |
| 10   | Pérou                  | 2.0 millions    | 0.4 millions    | 452.2                       | 20.1                        |

#### En Europe
| Rang | Destination | Arrivées (2022) | Arrivées (2021) | Arrivées (2020) | Variation (2021 / 2022) (%) | Variation (2020 / 2021) (%) |
| 1    | France      | ―               | 48.4 millions   | 41.7 millions   | —                           | 16.1                        |
| 2    | Espagne     | 71.7 millions   | 31.2 millions   | 18.9 millions   | 130                         | 64.7                        |
| 3    | Turquie     | 50.5 millions   | 29.9 millions   | 15.9 millions   | 69                          | 88.3                        |
| 4    | Italie      | 49.8 millions   | 26.9 millions   | 25.2 millions   | 85                          | 6.7                         |
| 5    | Royaume-Uni | ―               | 6.3 millions    | 10.7 millions   | ―                           | 41.3                        |
| 6    | Allemagne   | 28.5 millions   | 11.7 millions   | 12.4 millions   | 144                         | 6.1                         |
| 7    | Grèce       | 27.8 millions   | 14.7 millions   | 7.4 millions    | 89                          | 99.4                        |
| 8    | Autriche    | 26.2 millions   | 12.7 millions   | 15.1 millions   | 106                         | 15.7                        |
| 9    | Portugal    | ―               | 9.6 millions    | 6.5 millions    | ―                           | 48.4                        |
| 10   | Pays-Bas    | 15.9 millions   | 6.2 millions    | 7.3 millions    | 155                         | 14.0                        |

## Recettes du tourisme international

### En 2012
Les recettes du tourisme international ont augmenté en 2012 pour atteindre, 837 milliards d'euros, c'est-à-dire une augmentation de 4,0 % par rapport à 2011. Les dix pays recevant le plus de recettes du tourisme international sont, selon l'Organisation mondiale du tourisme :
| Rang | Pays        | Région           | Recettes du tourisme international en milliards $US (2012) | Variation /2011 dans la monnaie |
| ---- | ----------- | ---------------- | ---------------------------------------------------------- | ------------------------------- |
| 1    | États-Unis  | Amérique du Nord | 126,2                                                      | +9,2 %                          |
| 2    | Espagne     | Europe           | 55,9                                                       | -6,6 %                          |
| 3    | France      | Europe           | 53,7                                                       | -1,5 %                          |
| 4    | Chine       | Asie             | 50,0                                                       | +3,2 %                          |
| 5    | Macao       | Asie             | 43,7                                                       | +13,7 %                         |
| 6    | Italie      | Europe           | 41,2                                                       | -4,2 %                          |
| 7    | Allemagne   | Europe           | 38,1                                                       | -1,9 %                          |
| 8    | Royaume-Uni | Europe           | 36,4                                                       | +3,7 %                          |
| 9    | Hong Kong   | Asie             | 32,1                                                       | +16,0 %                         |
| 10   | Australie   | Océanie          | 31,5                                                       | +0,2 %                          |

### En 2017
| Rang | Pays        | Région           | Recettes du tourisme international en milliards $US (2017) | Recettes du tourisme international en milliards $US (2016) | Variation 2017 / 2016 en % |
| ---- | ----------- | ---------------- | ---------------------------------------------------------- | ---------------------------------------------------------- | -------------------------- |
| 1    | États-Unis  | Amérique du Nord | 210,7                                                      | 206,9                                                      | 1,9 %                      |
| 2    | Espagne     | Europe           | 68,0                                                       | 60,5                                                       | 10,1 %                     |
| 3    | France      | Europe           | 60,7                                                       | 54,5                                                       | 9.0 %                      |
| 4    | Thaïlande   | Asie             | 57,5                                                       | 48,8                                                       | 13,1 %                     |
| 5    | Royaume-Uni | Europe           | 51,2                                                       | 47,9                                                       | 12,1 %                     |
| 6    | Italie      | Europe           | 44,2                                                       | 44,2                                                       | 7,7 %                      |
| 7    | Australie   | Océanie          | 41,7                                                       | 37,0                                                       | 9,3 %                      |
| 8    | Allemagne   | Europe           | 39,8                                                       | 37,5                                                       | 4,2 %                      |
| 9    | Macao       | Asie             | 35,6                                                       | 30,4                                                       | 17,6 %                     |
| 10   | Japon       | Asie             | 34,1                                                       | 30,7                                                       | 14,4 %                     |

#### En Europe
| Rang | Pays        | Recettes du tourisme international en milliards de $US (2017) |
| ---- | ----------- | ------------------------------------------------------------- |
| 1    | Espagne     | 67,964                                                        |
| 2    | France      | 60,681                                                        |
| 3    | Royaume-Uni | 51,211                                                        |
| 4    | Italie      | 44,233                                                        |
| 5    | Allemagne   | 39,823                                                        |
| 6    | Turquie     | 24,500                                                        |
| 7    | Autriche    | 20,400                                                        |
| 8    | Suisse      | 17,003                                                        |
| 9    | Grèce       | 16,528                                                        |
| 10   | Pays-Bas    | 15,867                                                        |